# Центенионалис
Центенионалис (на латински: Centenionalis) е римска бронзова монета от късната древност, въведена през 346 г., заради обезценяването и загубата на стойност на монетата Фолис. Нейната стойност вероятно, според името ѝ, е една стотна от една силиква или един милиаренсий.
След осем години стойността ѝ се намалява.